# 下の城のイチョウ

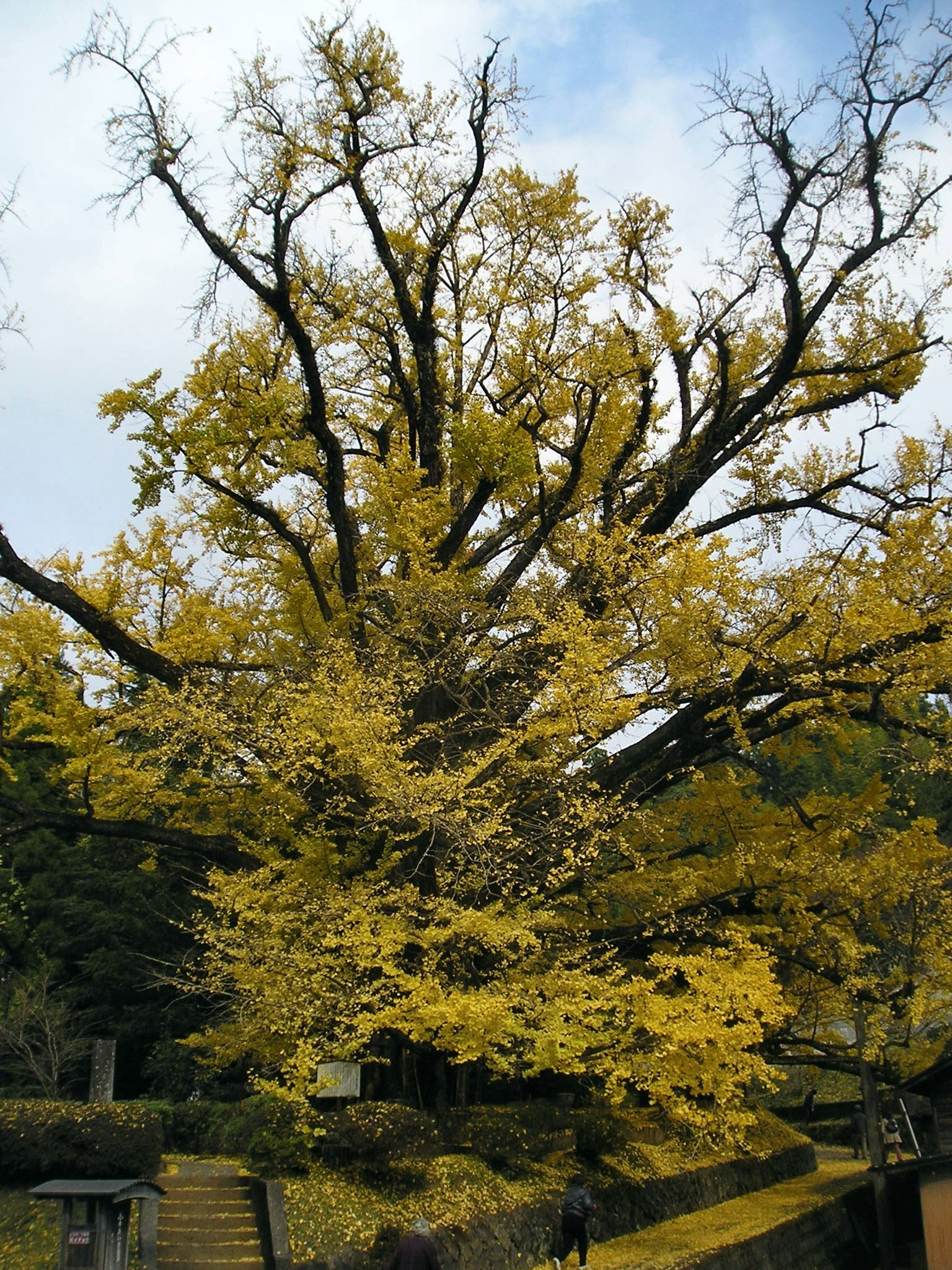
下の城のイチョウ。2010年11月11日撮影。

下の城のイチョウ（しものじょうのイチョウ）は、熊本県阿蘇郡小国町下城に生育する、国の天然記念物に指定されたイチョウの巨樹である。
推定される樹齢は約1000年以上という老樹で、熊本県内では最大のイチョウの巨樹である。小国町のホームページや現地案内板、各種観光案内などでは「下城の大イチョウ」または「下城大イチョウ」と、「下の城」ではなく「下城」と表記されることが多いが、文化庁による指定名称は「下の城のイチョウ」である。これは指定当時の当地の大字名が「下ノ城」と表記されていたことによるもので、今日では「下城」と表記して同じ読み仮名の「しものじょう」と読む。
日本国内に20件ある国の天然記念物に指定されたイチョウの1つであり、熊本県内に2件あるイチョウの国指定天然記念物の1つである。1934年（昭和9年）12月28日に国の天然記念物に指定された。

## 解説
下の城のイチョウ（下城大イチョウ）は熊本県の東北端に近い、阿蘇郡小国町の下城地区に生育するイチョウの巨樹である。生育する下城地区は小国町役場のある同町中心地の宮原（みやばる）地区と、大分県日田市に隣接する杖立温泉の、ほぼ中間部に位置しており、国道212号から東へ入った町道沿いの小高い場所に生育している。
すぐ西側には落差約 40 m（メートル）におよぶ下城滝があるが、この滝がかかる樅木川は有明海へ注ぐ一級河川筑後川本流の上流部にあたる杖立川の支流であり、当地は熊本県下ではあるが、地形的、地理的には筑後川水系の流域である。
下の城のイチョウは、樹高約 25 m、根元の周囲約 21 m、目通り幹囲みは資料によって数値が異なり 9.6 mから 12 mである。このイチョウは樹高と比較して枝張りが大きいのが特徴で、東方向へ約 19 m、西方向へ約 25 m、南方向へ約 19.5 m、北方向へ約 15.5 mであり、1995年（平成7年）の資料によれば最大で 40 mにも及んでおり、遠目から見ると複数のイチョウが集まった森のようにも見える。
イチョウは雌雄異株であるが、下の城のイチョウは雌株であり、根元の周囲を多数のひこばえが柱状に伸びて大きな塊のようになって主幹を囲んでいる。このひこばえの最大のものは高さ 2 m、周囲 1.9 mもある。他所のイチョウに見られる乳柱はほとんどないが、この主幹には多数の乳瘤（ちちこぶ）があり、その形状から母乳の少ない女性が、このイチョウの木に祈って樹皮を煎じて飲むと母乳の出が良くなると古くから言われ、地域の人々に「チコブサン」「チチコブサン」などと呼ばれ親しまれている。今日でも樹皮の所々に削り取られた痕跡が残っており、今日でも母乳の少ない人や、子宝や良縁を祈願する人が訪れるという。
イチョウの根元には、かつてこの地を治めていた下城（しものじょう）城主、上総介経賢の墓所があり、側にある五輪塔は、その母、妙栄の墓と言われており、このイチョウの樹はその墓標であると言われている。また、鏡ヶ池伝説によれば、醍醐天皇の孫娘である小松女院の乳母眞神の墓標であるとも伝えられている。
地元下城地区婦人会により手厚く管理保護されるなど、雌株であることや母乳にまつわる話を含めて、なにかと女性との縁が深いイチョウである。例年10月下旬から11月上旬の黄葉の時期には、小国町により夜間のライトアップが行われ多くの人が訪れる。

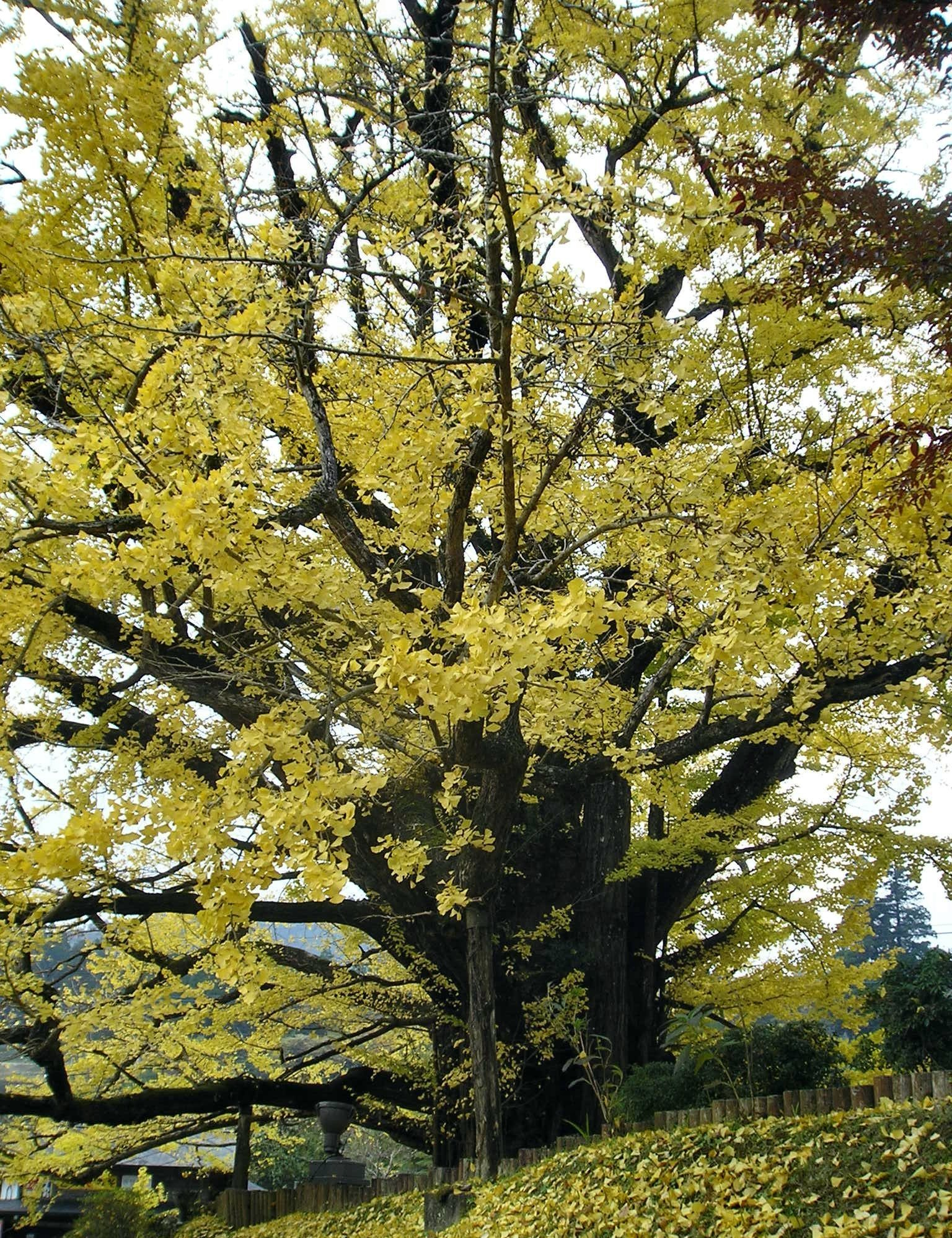
2010年11月11日撮影。
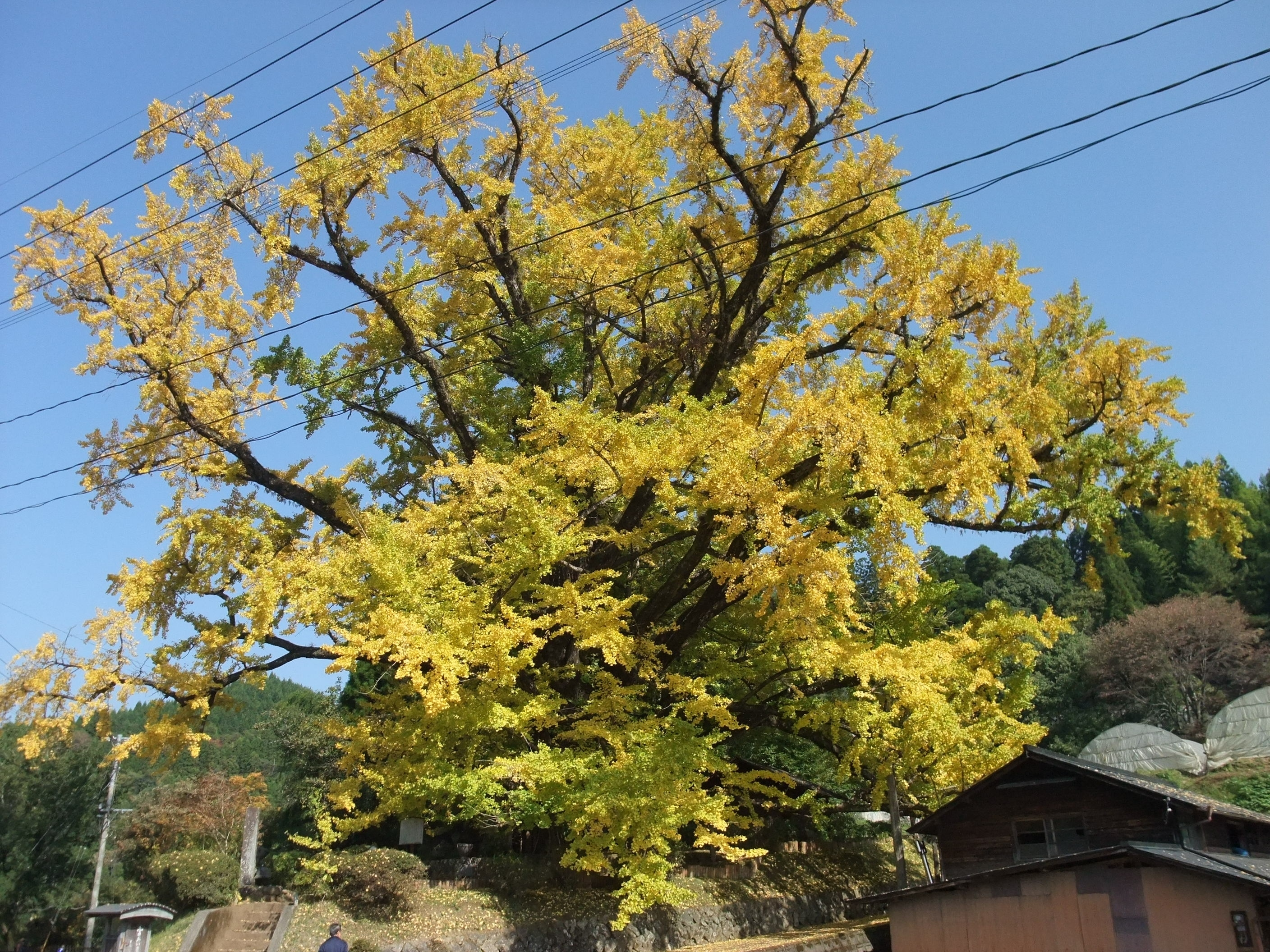
2009年10月29日撮影。

## 交通アクセス
所在地
- 熊本県阿蘇郡小国町大字下城字坂下716番[7]

交通
ここでは下の城のイチョウから車で約5分の、町の中心地にある道の駅小国（ゆうステーション）まで車利用のアクセスを示す。
- 熊本市方面から、大津町・熊本県道339号北外輪山大津線（ミルクロード）・国道212号経由、大津町から約50分[11]。
- 大分自動車道九重インターチェンジより国道387号経由、車で約30分[11]。